# Valea Vinului
Valea Vinului (Szamosborhíd en hongrois) est une commune roumaine du județ de Satu Mare, dans la région historique de Transylvanie et dans la région de développement du Nord-ouest.

## Géographie
La commune de Valea Vinului est située dans l'est du județ, à la limite avec le județ de Maramureș, dans la vallée alluviale de la Someș, sur la rive gauche de la rivière et dans les collines Codru (culminant au Mt Tarniței à 685 m d'altitude), à 24 km à l'est de Satu Mare, le chef-lieu du județ.
La municipalité est composée des quatre villages suivants (population en 2002) :
- Măriuș (309) ;
- Roșiori (547) ;
- Sâi (575) ;
- Valea Vinului (836), siège de la commune.

## Histoire
La première mention écrite du village de Valea Vinului date de 1399. Roșiori est mentionné en 1302 tandis que Sâi et Măriuș apparaissent en 1424.
La commune, qui appartenait au royaume de Hongrie, faisait partie de la principauté de Transylvanie et elle en a donc suivi l'histoire. les différents villages qui appartenaient au domaine de Medieșu Aurit sont acquis en 1711 par la famille des Károlyi qui encouragent l'immigration de colons allemands dans le village de Sâi.
Après le compromis de 1867 entre Autrichiens et Hongrois de l'empire d'Autriche, la principauté de Transylvanie disparaît et, en 1876, le royaume de Hongrie est partagé en comitats. Valea Vinului intègre le comitat de Szatmár (Szatmár vármegye).
À la fin de la Première Guerre mondiale, l'Empire austro-hongrois disparaît et la commune rejoint la Grande Roumanie au traité de Trianon.
En 1940, à la suite du deuxième arbitrage de Vienne, elle est annexée par la Hongrie jusqu'en 1944, période durant laquelle sa communauté juive est exterminée par les nazis. De nombreux habitants d'origine allemande quittent alors la commune. Elle réintègre la Roumanie après la Seconde Guerre mondiale au traité de Paris en 1947.

## Politique
| Période                                  | Période  | Identité     | Étiquette | Qualité |
| ---------------------------------------- | -------- | ------------ | --------- | ------- |
| Les données manquantes sont à compléter. |          |              |           |         |
| 2008                                     | En cours | Radu Cristea | PSD       |         |

| Parti | Parti                                                 | Sièges |
| ----- | ----------------------------------------------------- | ------ |
|       | Alliance des libéraux et démocrates (ALDE)            | 1      |
|       | Parti national libéral (PNL)                          | 3      |
|       | Parti social-démocrate (PSD)                          | 5      |
|       | Parti Mouvement populaire (PMP)                       | 1      |
|       | Union nationale pour le progrès de la Roumanie (UNPR) | 1      |

## Religions
En 2002, la composition religieuse de la commune était la suivante :
- Chrétiens orthodoxes, 89,85 % ;
- Catholiques romains, 4,49 % ;
- Grecs-Catholiques, 3,92 % ;
- Pentecôtistes, 0,17 %.

## Démographie
La commune de Valea Vinului a compté une importante communauté d'origine allemande, surtout installée dans le village de Sâi. Cette communauté n'existe pratiquement plus de nos jours, un premier exode ayant eu lieu en 1944, suivi d'un deuxième après la révolution de 1989.
La commune a connu un très fort exode rural depuis les années 1960 et a perdu la moitié de ses habitants.
En 1910, à l'époque austro-hongroise, la commune comptait 2 899 Roumains (47,94 %), 866 Allemands (21,74 %)211 et Hongrois (5,30 %),.
En 1930, on dénombrait 3 096 Roumains (76,05 %), 764 Allemands (18,77 %), 127 Juifs (3,12 %) et 67 Hongrois (1,65 %).
En 1956, après la Seconde Guerre mondiale, 4 075 Roumains (91,97 %) côtoyaient 321 Allemands (7,24 %) et 34 Hongrois (0,77 %).
En 2002, la commune comptait 2 213 Roumains (97,57 %), 21 Hongrois (0,92 %), 18 Tsiganes (0,79 %) et 14 Allemands (0,61 %). On comptait à cette date 889 ménages et 1 025 logements.
| 1880  | 1890  | 1900  | 1910  | 1920  | 1930  | 1941  | 1956  | 1966  |
| ----- | ----- | ----- | ----- | ----- | ----- | ----- | ----- | ----- |
| 3 266 | 3 657 | 3 953 | 3 984 | 3 802 | 4 071 | 4 313 | 4 431 | 4 030 |

| 1977  | 1992  | 2002  | 2007  | - | - | - | - | - |
| ----- | ----- | ----- | ----- | - | - | - | - | - |
| 3 586 | 2 428 | 2 268 | 1 989 | - | - | - | - | - |

## Économie
L'économie de la commune repose sur l'agriculture (vergers et production de palinka, eau-de-vie de prunes), l'élevage, l'apiculture.

## Communications

### Routes
Valea Vinului est située sur la route régionale DJ193 reliant Satu Mare avec le județ de Maramureș.

### Voies ferrées
Valea Vinului est desservie par la ligne des chemins de fer roumains (Căile Ferate Române) Carei-Ardud-județ de Maramureș.

## Lieux et monuments
La commune possède plusieurs lacs pour les maateurs de pêche.
- Valea Vinului, église orthodoxe de 1871[9].
- Valea Vinului, musée Aloisie Tautu (théologien et historien 1895-1981), présentant des collections ethnographiques[10].
- Măriuș, église orthodoxe des Sts Archanges datant de 1825, classée monument historique[9]
- Măriuș, monastère orthodoxe construit en 1993[9].
- Roșiori, église orthodoxe de 1878[9].
- Roșiori, église grecque-catholique de l'Adormirea Preacuratei, datant de 1879[9].
- Sâi, église catholique romaine Ste Anne datant de 1897[9].